# Астрономическая станция ТАУ
Астрономическая станция ТАУ — дистанционная (удаленная) астрономическая обсерватория научного центра «Ка-Дар» расположенная рядом с САО РАН, Нижний Архыз, Карачаево-Черкесия, Россия, введенная в строй осенью 2010 года. 17 сентября 2010 года обсерватории был присвоен код Центра малых планет «C32». Разработка проекта станции началась осенью 2008 года. Построена станция летом 2009 года сотрудниками НЦ Ка-Дар Всеволодом Семёновым и Владимиром Герке.

## Руководители обсерватории
- Владимир Герке — строительство и общее руководство обсерваторией, главный наблюдатель
- Станислав Короткий — инициатор создания обсерватории, руководство научной программой обсерватории[источник не указан 3416 дней]

## Инструменты обсерватории
- Телескоп Астросиб RC400 «Джигит» (D = 400 мм, F = 3200 мм) — оптическая система Ричи-Кретьена + ПЗС-камера STL-11000M + монтировка Paramount ME

## Направления исследований
- Поиск новых астероидов и комет
- Переоткрытие комет
- Поиск транзиентных источников
- Поиск и исследование переменных звезд

## Основные достижения
- За 2011—2012 года было открыто 130 новых астероидов[1].
- 7 сентября 2011 года открыта новая комета P/2011 R3 (Novichonok-Gerke) — первая комета в современной истории России[2]
- Осенью 2011 года Станислав Короткий на обсерватории ТАУ впервые в истории российской астрономии сделал открытие внегалактических новых звезд: 3 новые звезды в Туманности Андромеды и одну в её спутнике — галактике М32[3][4][5][6].
- В ноябре 2011 года Денис Денисенко открыл на снимках АС ТАУ две вспышки сверхновых звезд[7][8], получивших обозначения 2011hz[9] и 2011ip[10].
- 21 апреля 2012 года в ходе работы программы обзора Млечного Пути («New Milky Way») была открыта первая классическая новая звезда на территории России: Новая Стрельца 2012 №1[11][12].
- В ходе первого обзора Млечного Пути (январь—апрель 2012 года) было обнаружено более 200 ярких ранее не известных долгопериодических переменных звезд, а также 2 катаклизмические переменные звезды[13][14].

## Интересные факты
- На этой же горе расположены ещё 4 обсерватории: САО РАН, Станция оптических наблюдений «Архыз», СКАС и Астротел.